# Nazionale di atletica leggera del Sudan
La nazionale di atletica leggera del Sudan è la rappresentativa del Sudan nelle competizioni internazionali di atletica leggera riservate alle selezioni nazionali.

## Bilancio nelle competizioni internazionali
La nazionale sudanese di atletica leggera vanta 13 partecipazioni ai Giochi olimpici estivi su 29 edizioni disputate. L'unica medaglia olimpica conquistata dal Sudan è quella d'argento vinta negli 800 metri piani a Pechino 2008 da Ismail Ahmed Ismail.
Anche ai Campionati del mondo di atletica leggera il Sudan può vantare un'unica medaglia, l'argento vinto negli 800 metri piani a Taegu 2011 da Abubaker Kaki.
Ai Mondiali indoor il Sudan ha invece collezionato quattro medaglie, di cui due d'oro (entrambe conquistate da Abubaker Kaki), una d'argento e una di bronzo.